# Les Pujols
Les Pujols település Franciaországban, Ariège megyében. Lakosainak száma 862 fő (2022. január 1.). Les Pujols Arvigna, Coussa, Les Issards, Rieucros, Saint-Amadou, Saint-Félix-de-Tournegat, La Tour-du-Crieu, Vals és Verniolle községekkel határos.

## Népesség
A település népességének változása:
| Lakosok száma | 387  | 417  | 470  | 635  | 760  | 775  | 805  | 831  | 840  | 862  |
|               | 1968 | 1982 | 1990 | 2006 | 2013 | 2015 | 2017 | 2019 | 2020 | 2022 |